# Petalocephala testacea
Petalocephala testacea är en insektsart som beskrevs av Cai och Kuoh 19??. Petalocephala testacea ingår i släktet Petalocephala och familjen dvärgstritar. Inga underarter finns listade i Catalogue of Life.